# Vaspina
| Vaspina (Serpina A12) |
| --- |
| Familia: serpina |
| Clase: A |
| Tipo de biomolécula: proteína                                                                                                |
| Nº de aminoácidos: 414 |
| Peso molecular: 47,2 Da |
| Localización: Tejido adiposo visceral y sistema circulatorio                                                                 |
| Funciones principales: inhibidor de la enzima proteasa, sensibilizador de insulina, cardioprotector y antiarteriosclerótico. |

Estructura tridimensional de la Vaspina (Serpina A12) Fuente:http://proteopedia.org/wiki/index.php/4if8

La vaspina (sigla parcial del inglés visceral adipose serpin protease inhibitor), o serpina A12, también conocida como OL-64, es una proteína inhibidora de la enzima serina proteasa. Esta adipocina también es un sensibilizador de insulina, una cardioprotectora y antiarteriosclerótica. Se encuentra en el tejido adiposo visceral y en el sistema circulatorio. 
Esta molécula pertenece a la familia de las serpinas, concretamente a las de clase A.

## Función
Según estudios realizados con ratas OLETF (acrónimo de Otsuka Long Evans Tokushima Fatty), es decir, ratas con obesidad central y DM2, se puede afirmar que la vaspina tiene función sensibilizadora a la insulina con efectos antiinflamatorios. Esta actúa junto con el tejido adiposo blanco, con el objetivo de contrarrestar la insensibilidad de la insulina. Con esto, se podría plantear que la vaspina inhibe los efectos (aún no conocidos) de proteasas, que evitan la acción de dicha hormona.
Además, la sensibilidad puede causar una mayor expresión de vaspina, de modo que esta puede ejercer como mecanismo de compensación de la grasa en el tejido adiposo. Esto se justifica con su capacidad de disminuir la cantidad de azúcar en sangre e incrementar la tolerancia a la glucosa.
Es una proteína muy eficiente en casos de diabetes tipo 2, cuya causa resulta ser la resistencia a la insulina por parte de las células del cuerpo, de modo que la glucosa no puede penetrar en ellas. La vaspina actúa sensibilizando la insulina, es decir, reduce la resistencia de las células a dicha hormona.
La vaspina también puede regular la vida de los osteoblastos, que son las células encargadas de la génesis de los huesos. Además, contribuye a contrarrestar la osteoporosis, debido a que aumenta la densidad ósea.

## Estructura y composición
La vaspina humana está compuesta por 414 aminoácidos. Su peso molecular es de 47,2 Da, aproximadamente.
El gen que codifica para la síntesis de la vaspina se encuentra en el brazo largo del cromosoma número 14, concretamente en la banda q32.13.

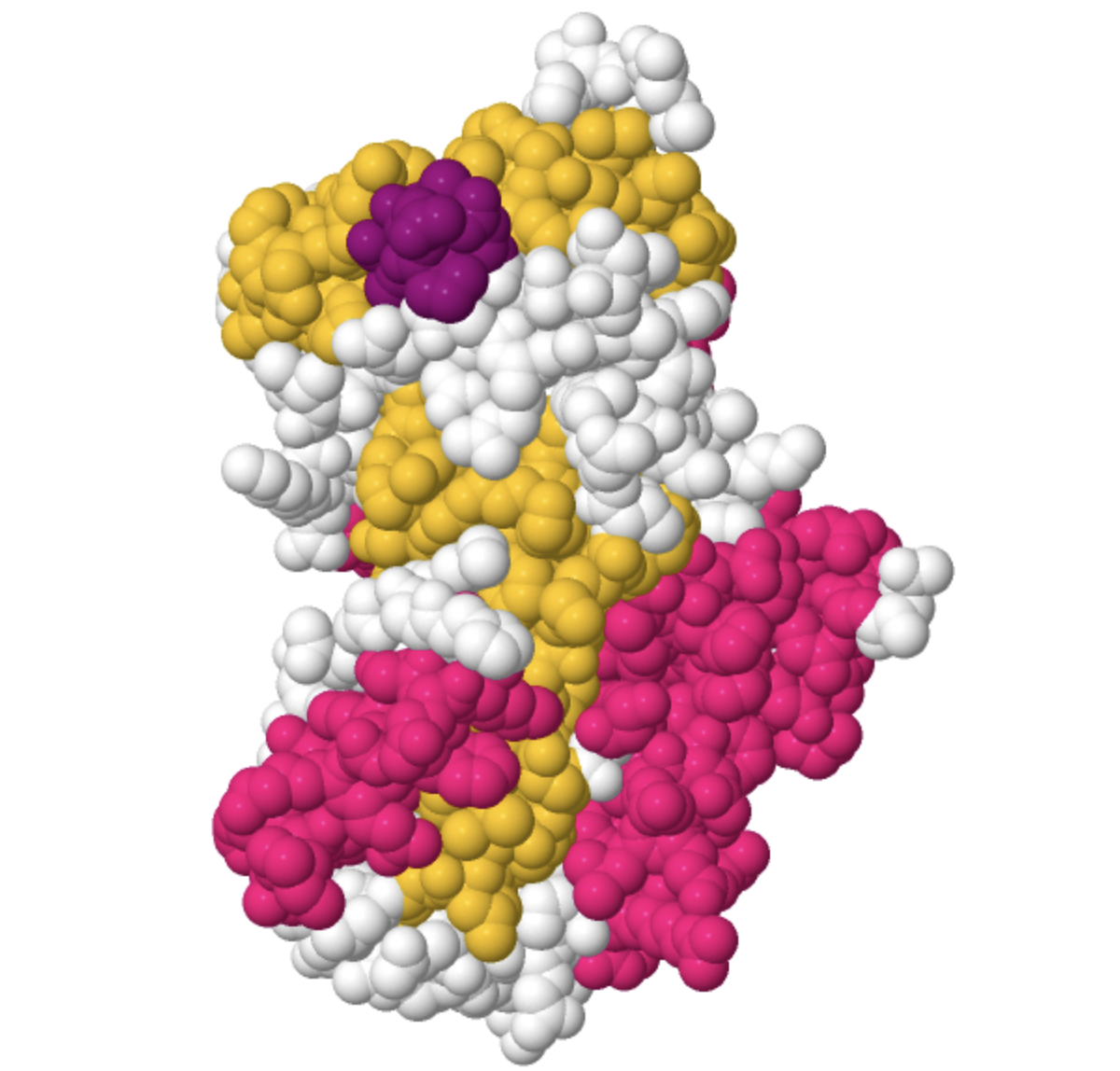
Estructura tridimensional de la vaspina (Serpina A12). Representación con esferas. Fuente: http://www.rcsb.org/pdb/explore/jmol.do?structureId=4IF8&opt=3&bionumber=1

#### Secuencia de los aminoácidos
MNPTLGLAIFLAVLLTVKGLLKPSFSPRNYKALSEVQGWKQRMAAKELARQNMDLGFKLLKKLAFYNPGRNIFLSPLSISTAFSML
CLGAQDSTLDEIKQGFNFRKMPEKLHEGFHYIIHELTQKTQDLKLSIGNTLFIDQRLQPQRKFLEDAKNFYSAETILTNFQNLEMA
KQINDFISQKTHGKINNLIENIDPGTVMLLANYIFFRARWKHEFDPNVTKEDFFLEKNSSVKVPMMFRSGIYQVGYDDKLSCTILEI
PYQKNITAIFILPDEGKLKHLEKGLQVDTFSRWKTLLSRRVVDVSVPRLHMTGTFDLKKTLSYIGVSKIFEEHGDTKIAPHRSLKVG
EAVHKAELKMDERGTEGAAGTGAQTLPMETPLVVKIDKPYLLLIYSEKIPSVLFLGKIVNPIGK
Esta secuencia pertenece a la familia de las serpinas, en la que existe una gran diversidad de inhibidores de la proteasa.
En cuanto a su estructura, suele caracterizarse por un dominio central compuesto por nueve hélices alfa y tres láminas beta. También presenta varias rotaciones.
Además, dispone de glicosilaciones en las posiciones 221, 233 y 267. 
Dominio
El centro reactivo de la vaspina se extiende desde el cuerpo de la proteína para así unirse a su diana, la proteasa. Esta se enlaza con la serpina y, como consecuencia, se forma un enlace covalente entre el grupo carboxilo del centro reactivo de la serpina y el hidroxilo de la serina de la proteasa. Así se genera un complejo inactivo de serpina y proteasa, que es muy estable.

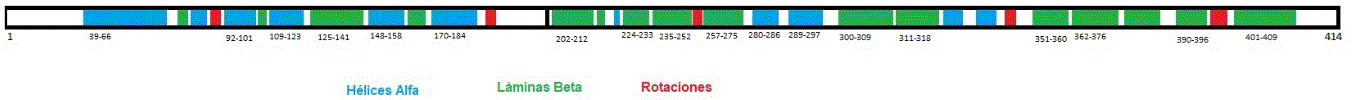
Estructura secundaria de la vaspina

## Mecanismo de acción
La vaspina es segregada por el tejido adiposo visceral (TAV), que es un órgano endocrino activo que realiza funciones en procesos como reproducción, regulación de la presión sanguínea, regulación de hormonas, entre otras.
Todas estas funciones son posibles gracias a la capacidad del TAV de sintetizar una gran magnitud de enzimas, hormonas...
Así pues, la proteína vaspina actúa en el cuerpo gracias al TAV. Algunas de sus muchas y diferentes roles son: activación del Glut4, STAT3, incremento de los niveles de acetilcolina, óxido nítrico... También inhibe el NF-kB (factor nuclear potenciador de las cadenas ligeras kappa de las células B activadas), disminuye la producción de PCR (proteína C reactiva), HOMA-IR (acrónimo de homeostatic model assessment–index of resistence), Lipoproteína de baja densidad C (LDL-C), leptina...
Metabolismo de la insulina-vaspina
En el año 2005, se descubrió que la vaspina se hallaba en ratas, ratones y humanos. Un estudio confirmó que aquellos quienes presentaban resistencia a la insulina, tenían los niveles de vaspina más altos que los demás. Así pues, esos humanos (o animales), que eran diabéticos, tenían más vaspina que esos que no lo eran.
La explicación de este hecho recae en que la diabetes tipo 2 está relacionada con procesos de inflamación, coincidiendo así con el efecto aniinflamatorio de la vaspina.
La función de la insulina es permitir el paso de glucosa a las células, y para ello se une a la tirosina-quinasa del receptor de insulina, causando primeramente la fosforilación de la tirosina y luego, la activación del sustrato receptor de insulina. El sustrato receptor de insulina, a su vez, activa la proteína quinasa-B mediante la estimulación de la proteína PI3K y, finalmente, de los transportadores de glucosa al interior de la célula. 
Si se inhibe la activación de esta vía, la glucosa no podrá entrar a las células. La proteína NF-κB se encarga de regular la inflamación en el tejido adiposo, por lo que la activación de esta proteína conlleva a la inflamación. De este modo, la inflamación conlleva a la resistencia a la insulina, ya que se interrumpe la fosforilación de la tirosina. Como consecuencia, esto causa una interrupción en el proceso.La vaspina inhibe la activación de la proteína NF-κB, la cual es un factor clave en el proceso de la inflamación. Por este motivo, se disminuye la resistencia a la insulina.

## Enfermedades relacionadas
La expresión del gen de la vaspina podría ser un mecanismo contra la obesidad, la resistencia a la insulina y la diabetes mellitus tipo 2 (DMT2).
Se ha demostrado con un modelo animal con diabetes tipo 2 que la vaspina tiene efectos sensibilizadores a la insulina.
El rol de dicha proteína en algunas enfermedades como la obesidad o el SME, aún no se conoce del todo. La mayoría de estudios revelan que desempeña un papel importante en la obesidad. La vaspina se ha localizado en el tejido adiposo subcutáneo (TAS) y en el TAV de personas con obesidad tipo 2. 
En muchos datos bibliográficos se afirma la correlación entre los niveles de serpina A12 en el sérum fisiológico con los parámetros del síndrome metabólico (SMet). En adultos y niños con obesidad y DMT2 se ha relacionado positivamente la clase de obesidad y tipo de resistencia a la insulina con los niveles séricos de vaspina. Como resultado, hay cierta evidencia con que las personas obesas o con DMT2 tienen los niveles de vaspina más elevados.   
En un estudio con un grupo de hombres coreanos que tenían un elevado porcentaje de masa corporal y niveles de insulina inmunorreactiva altos se determinaron niveles elevados de vaspina en el sérum fisiológico cuando estaban en ayunas. Choi et al. también han llegado a esta conclusión. Esteghamati et al. han establecido que dicha proteína es un detector del síndrome metabólico.  
Además, se han realizado muchos estudios con respecto al control de los niveles de serpina A12 durante un cambio de dieta y estilo de vida. Se ha observado que en personas con un índice de masa corporal (IMC) inferior a 25 sus niveles de vaspina son más bajos, y que en personas obesas con una fuerte reducción de peso en poco tiempo, debido a una dieta y mucho ejercicio, estos niveles suben. Se sospecha que podría ser un sistema regulador de la secreción distinto al de las personas no obesas. Otro estudio demuestra que dichos niveles se reducen siguiendo una dieta sana, baja en carbohidratos o lípidos, combinada con ejercicio, durante dos años.
Las adipocitocinas también están implicadas en la arteriosclerosis. Estas, incluida la vaspina, tienen una papel en el desarrollo de esta enfermedad, tanto al inicio como cuando está avanzada, ya que afectan al endotelio, a los macrófagos y al músculo vascular provocando la alteración de la hemostasis cardiovascular. Varios estudios han detectado niveles bajos de vaspina en pacientes con arteriosclerosis, especialmente arteriosclerosis coronaria. La vaspina podría ser un marcador de riesgo cardiovascular, o como afirman algunos estudios, un protector contra la arteriosclerosis, entre otros problemas cardiovasculares.

## Terapia con vaspina
Si se pudiera conocer por completo el mecanismo de acción de la Serpina A12, podrían desarrollarse técnicas terapéuticas para tratar la tolerancia a la glucosa (sensibilizador de insulina) y también los trastornos metabólicos. 
Actualmente, esta proteína tiene un precio muy elevado, pues 1 mg de vaspina cuesta unos 2700$. 